# Марґарет Буллок
Ма́рґарет Іре́н Бу́ллок (англ. Margaret Iren Bullock, при народженні Ро́бертс (англ. Roberts); нар. 24 березня 1933 року, Бризбен, Квінсленд, Австралія) — австралійська науковиця, лікар-фізіотерапевт, професор фізіотерапії Університету Квінсленда. Перша людина в суіті, що отримала докторський ступінь з фізіотерапії, перша жінка – професор фізіотерапії в Австралії.

## Життєпис
Марґарет Ірен Робертс народилася 24 березня 1933 року в Брисбені, що у Квінсленді. Марґарет відвідувала Брисбенську дівочу гімназію, 1951 року вступила до Університету Квінсленда. 1955 року вона стала однією з двох студентів, що одержали ступінь бакалавра наук з фізіотерапії та працетерапії..
Марґарет викладала у відділі фізіотерапії Університету Квінсленда з 1955 до 1957 року. 1957 взяла шлюб з інженером і випускником її університету Кітом Буллоком, з яким переїхала до Бостона, США за програмою Фулбрайта. Там Буллок працювала фізіотерапевтом у Массачусетській головній лікарні. 1960 року подружжя повернулося в Австралію, де Буллок почала читати лекції. Згодом вона народила двох дітей.
У кінці шістдесятих років Буллок вивчала фізіотерапевтичну практику та ергономіку робочих місць у кабінах транспортних засобів та літаків. 1973 року Марґарет Буллок стала першою людиною у світі, що отримала докторський ступінь з фізіотерапії. 1978 року вона стала першим професором фізіотерапії в Австралії. Буллок була головою відділку фізіотерапії Університету Квінсленда, обіймала цю посаду до 1987 року. З 1986 до 1990 Марґарет була віцепрезидентом, а згодом президентом, Академічної ради Університету.
1999 року вона полишила викладання в університеті, але залишилася його почесним професором. 2015 року Буллок пережила смерть чоловіка. Марґарет Буллок була запрошеним науковцем у Гарвардському університеті й Університеті Тафтса; їй було запропоновано прочитати лекцію у Швеції.